# حمام قرمز گل
حمام قرمز گل مربوط به اواخر دوره قاجار است و در شهرستان آذرشهر، بخش حومه، دهستان قبله داغی، روستای قرمز گل، حمام قرمز گل واقع شده و این اثر در تاریخ ۶ اسفند ۱۳۸۵ با شمارهٔ ثبت ۱۷۴۹۸ به‌عنوان یکی از آثار ملی ایران به ثبت رسیده است.